# Парламентські вибори на Мальті 2013
Загальні парламентські вибори на Мальті (2013) пройшли 9 березня 2013 року. У результаті виборів вперше за 15 років перемогла Лейбористська партія, яка здобула більшість у парламенті. Лідер Націоналістичної партії Лоуренс Гонці заявив, що після поразки партія потребує реформування, але має залишатися при цьому вірною своїм принципам.

## Передвиборна обстановка
Уряд Лоуренса Гонці зазнав поразки при голосуванні бюджету 2013 року, що аналогічно вотуму недовіри уряду. Гонці оголосив про розпуск Палати представників Парламенту 7 січня та призначення виборів на 9 березня.

## Виборча система
Виборча система Мальти заснована на пропорційному представництві на основі модифікованої системи єдиного перехідного голосу. Кожний з 13 виборчих округів країни обирає 5 депутатів парламенту. Крім цього, партія, що набрала найбільшу кількість голосів у країні, за необхідності отримує додаткову кількість місць у парламенті, яка забезпечує їй більшість у парламенті.

## Результати
| Партія                       | Голоси  | %     | Зміна | Кількість місць | Зміна |
| ---------------------------- | ------- | ----- | ----- | --------------- | ----- |
| Лейбористська партія         | 161 479 | 55,1  | +6.31 | 38              | +4 ▲  |
| Націоналістична партія       | 131 004 | 43,1  | -6,24 | 29              | -6 ▼  |
| Демократична альтернатива    | 5 471   | 1,8   | +0.49 | —               | —     |
| Незалежні                    | 22      | 0,01  | +0.0  | —               | —     |
| Недійсних/порожніх бюлетенів | 3 415   | —     | —     | —               | —     |
| Усього                       | 298 000 | 100,0 |       | 67              | -2    |
| Зареєстрованих виборців/Явка | 315 357 | 93,1  | —     | —               | —     |
| Джерело:                     |         |       |       |                 |       |